# VTVM
Um VTVM (Vacuum Tube Voltmeter) ou voltímetro eletrônico é um instrumento eletrônico utilizado para realizar medições de tensão elétrica (alternada ou contínua) em circuitos eletro-eletrônicos.
A principal característica de um VTVM é que ele possui válvulas termoiônicas como elemento amplificador permitindo que ele tenha uma impedância de entrada muito alta (da ordem de 11 megaohms), o que é desejável para que o instrumento não influa no resultado da medição.
Um VTVM pode ainda englobar um ohmímetro, o que permite a medição de resistências.
Seu uso é raro hoje em dia, devido à proliferação de instrumentos digitais a base de transistores de efeito de campo (FET), que também permitem a alta impedância de entrada dos aparelhos modernos.